# Dongfang
Dongfang (chinois : 东方市 ; pinyin : Dōngfāng shì) est une ville-district de la province chinoise insulaire de Hainan. Elle est administrée directement par la province.

## Démographie
La population du district était de 354 058 habitants en 1999.

## Transports

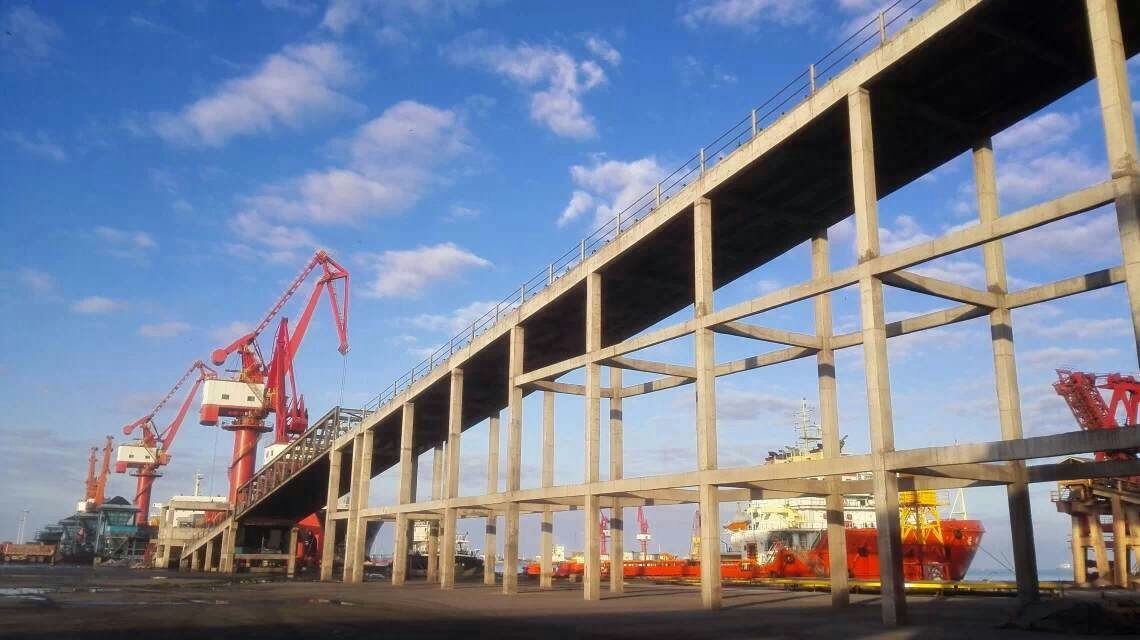
port de Basuo

Le port de Basuo, situé dans le district de Basuo est un important port de marchandises.
La gare de Dongfang (zh) est situé sur la LGV périphérique Ouest de Hainan qui la relie à la gare de Haikou, à Haikou au Nord de l'île, ainsi qu'à la Gare de l'aéroport Phénix (zh) à l'Aéroport international de Sanya Phénix et la gare de Sanya à Sanya au Sud.